# Dominik Hrinkow
Dominik Hrinkow (né le 4 août 1988 à Steyr) est un coureur cycliste autrichien, actif dans les années 2000 et 2010.

## Biographie
Il met un terme à sa carrière cycliste à l'issue de la saison 2019.

## Palmarès et résultats

### Palmarès par année
- 2013
  - 2e de Croatie-Slovénie
- 2019
  - 2e étape du Tour de Szeklerland
  - 3e du Tour de Szeklerland

### Classements mondiaux
| Année           | 2013 | 2014 | 2015 | 2016   | 2017 | 2018 |
| --------------- | ---- | ---- | ---- | ------ | ---- | ---- |
| UCI Europe Tour | 448e |      |      | 1 243e |      | 880e |
| UCI Asia Tour   | 338e |      |      |        |      |      |
| UCI Africa Tour |      |      |      | 213e   | 255e |      |